# Adams (automobilismo)
A Adams foi um construtor norte-americano de carros de corrida. Produziu chassis para a equipe Richard Palmer nas 500 Milhas de Indianápolis de 1950, que naquele ano fez parte do calendário do Campeonato Mundial da FIA.